# 康氏絲隆頭魚
康氏絲隆頭魚（學名：Cirrhilabrus condei），又稱康氏絲鰭鸚鯛，為輻鰭魚綱鱸形目隆頭魚亞目隆頭魚科的其中一種，分布於巴布亞紐幾內亞海域，棲息深度5-70公尺，體長可達8公分，棲息在碎石底質海域，生活習性不明。

## 擴展閱讀
維基物種上的相關：康氏絲隆頭魚